# Whittingehame
Whittingehame és una parròquia amb un petit poble a East Lothian, Escòcia, a mig camí entre Haddington i Dunbar, i a prop d'East Linton. L'àrea es troba en els vessants dels turons de Lammermuir. La torre de Whittingehame data del segle xv i segueix sent una residència.